# Valle de Hukawng

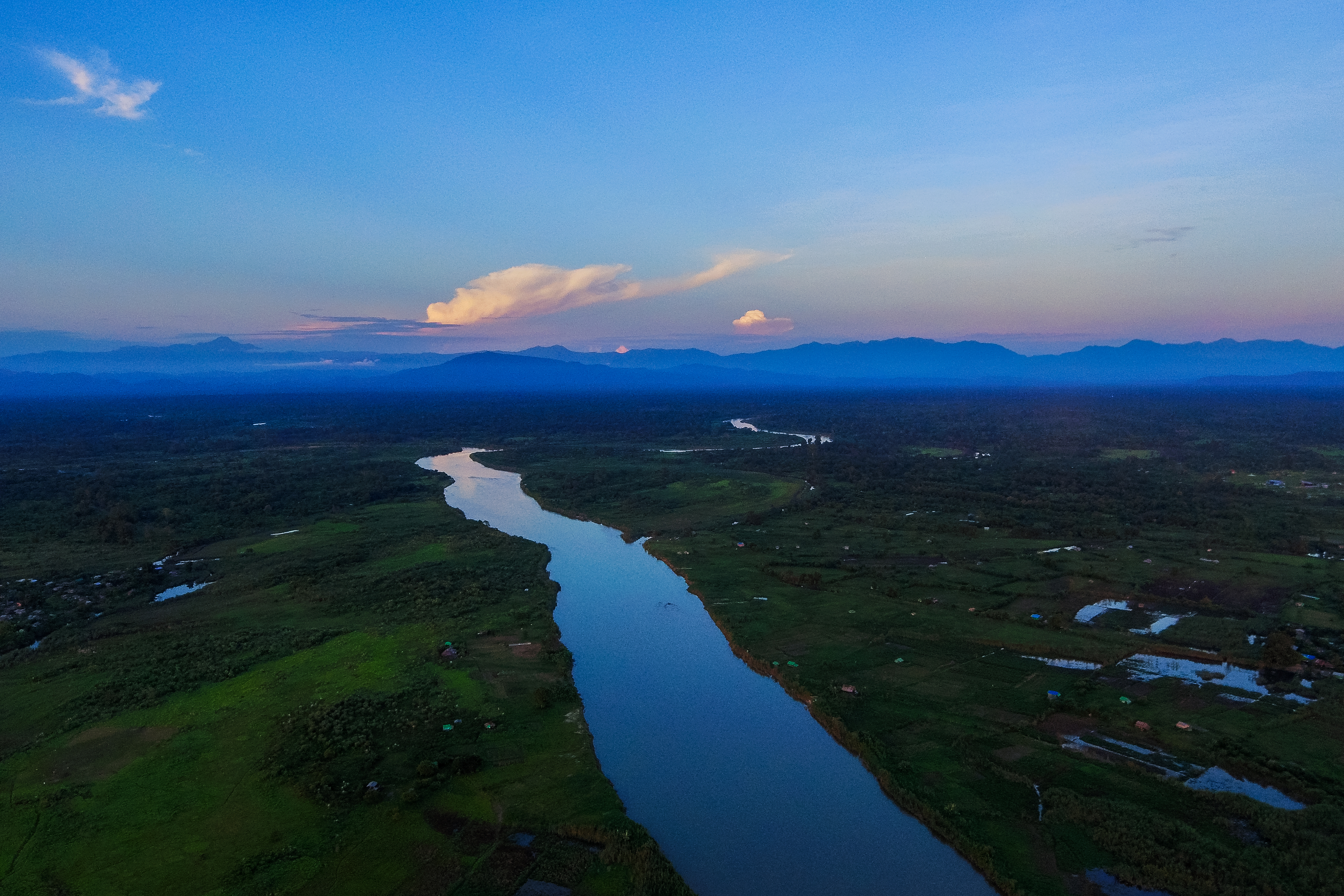
Aerial photo of Hukawng Valley

El Valle de Hukawng es un valle aislado en el país asiático de Myanmar, que posee aproximadamente 5.586 millas cuadradas (14.468 kilómetros cuadrados) de superficie. Se encuentra ubicado en el municipio de Tanaing en el distrito de Myitkyina del estado de Kachin, en el extremo norte del país.
Durante la Segunda Guerra Mundial, el camino de Ledo fue construido por el Ejército de los EE. UU. a través del Valle Hukawng, en gran parte por batallones de ingenieros afroamericanos y los trabajadores chinos, con el fin de abastecer a los ejércitos de la República de China, que se juntaron luego con los aliados occidentales en la guerra contra el Imperio del Japón.